# Os Olhos do Céu
Os Olhos do Céu (original em inglês: Eye in the Sky) é um romance de ficção científica escrito por Philip K. Dick e publicado originalmente em 1957.
O "olho" do título refere-se à percepção de Deus dentro de um ponto de vista pessoal manifestado concretamente, que um dos protagonistas, Arthur Silvester, um velho veterano da Segunda Guerra Mundial, impõe no início da história aos outros protagonistas.